# Moulin à vent de Pointe-Claire
Le Moulin à vent de Pointe-Claire est l'un des 18 derniers moulins à vent du Québec au Canada. Il est situé au 1, rue Saint-Joachim dans la municipalité de Pointe-Claire, à l'ouest de l'île de Montréal.

## Histoire
Le moulin est construit en 1709 sur un terrain appartenant aux Sulpiciens. Le mandat est confié à Léonard Paillard, qui a déjà une quinzaine de moulins à son actif, avec la consigne de créer un moulin comme celui de Pointe-aux-Trembles qui date de 1675. Paillard est né à Bersac en France en 1646. Il arrive en Nouvelle-France en 1670. Il meurt à Montréal en 1729.
Les pierres de la meule sont en silex et importées de France. Elles sont assemblées au pied du moulin.
Le moulin est vendu par les Sulpiciens en 1837 et est utilisé jusqu'en 1866 avant de cesser ses activités, après le déclin de la culture du blé et l'apparitions de meuneries industrielles comme la Ogilvie Milling, la City Flour Mills et la Glenora Mills.
La Société pour la Sauvegarde du Patrimoine de Pointe-Claire assure son entretien depuis 2005.
Le moulin a été classé bien archéologique le 21 mars 1983.
En mars 2025, l'archidiocèse de Montréal signe un bail de 50 ans avec la Société pour la Sauvegarde du Patrimoine de Pointe-Claire pour assurer la restauration et la préservation du moulin à vent.

## Description
Le moulin est de forme cylindrique d'une hauteur de 7,5 m et un diamètre de 4 m. Il possède deux portes. Il possède une inclinaison de 2 degrés vers l'intérieur. L'intérieur est enduit de chaux pour empêcher la présence d'insectes et pour refléter la lumière. Selon l'usage de l'époque, l'extérieur devait également être crépi pour empêcher les infiltrations.
Un âtre est construit à l'intérieur pour réchauffer le moulin et empêcher le blé de s'humidifier. Deux fenêtres à l'origine éclairait l'intérieur. Deux meurtrières sont également aménagées; elles seront plus tard transformées en fenêtre.

### Mécanisme
De type moulin-tour, c'est-à-dire une tour en maçonnerie surmontée d'une calotte de forme conique pouvant tourner à 360 degrés selon la direction du vent. Les quatre ailes sont munies de voiles en lin ou en chanvre. Le toit est pivoté grâce à un guivre, longue pièce de bois fixée à la calotte et déplacée à l'aide d'un cabestan.
Le moulin fait l'objet d'entretiens dont celui de la structure de bois en 1792, du toit-terrasse, mat et éolienne vers 1895, du toit à nouveau ainsi que le crépi en 1954, puis de nouvelles ailes en 1967 qui permettent au moulin de retrouver son aspect d'origine. Le toit avait été transformé en terrasse vers 1895 pour remplacer la calotte en ruine et pour permettre l'installation d'une éolienne afin d'alimenter en eau le couvent adjacent des Sœurs de la Congrégation de Notre-Dame, propriétaire du moulin.